# Лепетиська сільська рада
Лепети́ська сільська́ ра́да — колишній орган місцевого самоврядування в Березнегуватському районі Миколаївської області. Адміністративний центр — село Лепетиха.

## Загальні відомості
- Територія ради: 137,31 км²
- Населення ради: 2 098 осіб (станом на 2001 рік)

## Населені пункти
Сільській раді підпорядковані населені пункти:
- с. Лепетиха
- с. Веселе
- с. Кавказ
- с. Новоросійське
- с. Червоний Яр

## Склад ради
Рада складалася з 16 депутатів та голови.
- Голова ради: Савицька Лариса Богданівна

### Керівний склад попередніх скликань
| Прізвище, ім'я, по батькові | Основні відомості                                                                       | Дата обрання | Дата звільнення |
| --------------------------- | --------------------------------------------------------------------------------------- | ------------ | --------------- |
| Зубко Олег Григорович       | Сільський голова, 1968 року народження, член Соціалістичної партії України              | 26.03.2006   | 31.10.2010      |
| Савицька Лариса Богданівна  | Сільський голова, 1969 року народження, освіта середня спеціальна, член Партії регіонів | 31.10.2010   |                 |

Примітка: таблиця складена за даними сайту Верховної Ради України